# Edgard Le Bastard
Pour les articles homonymes, voir Le Bastard.

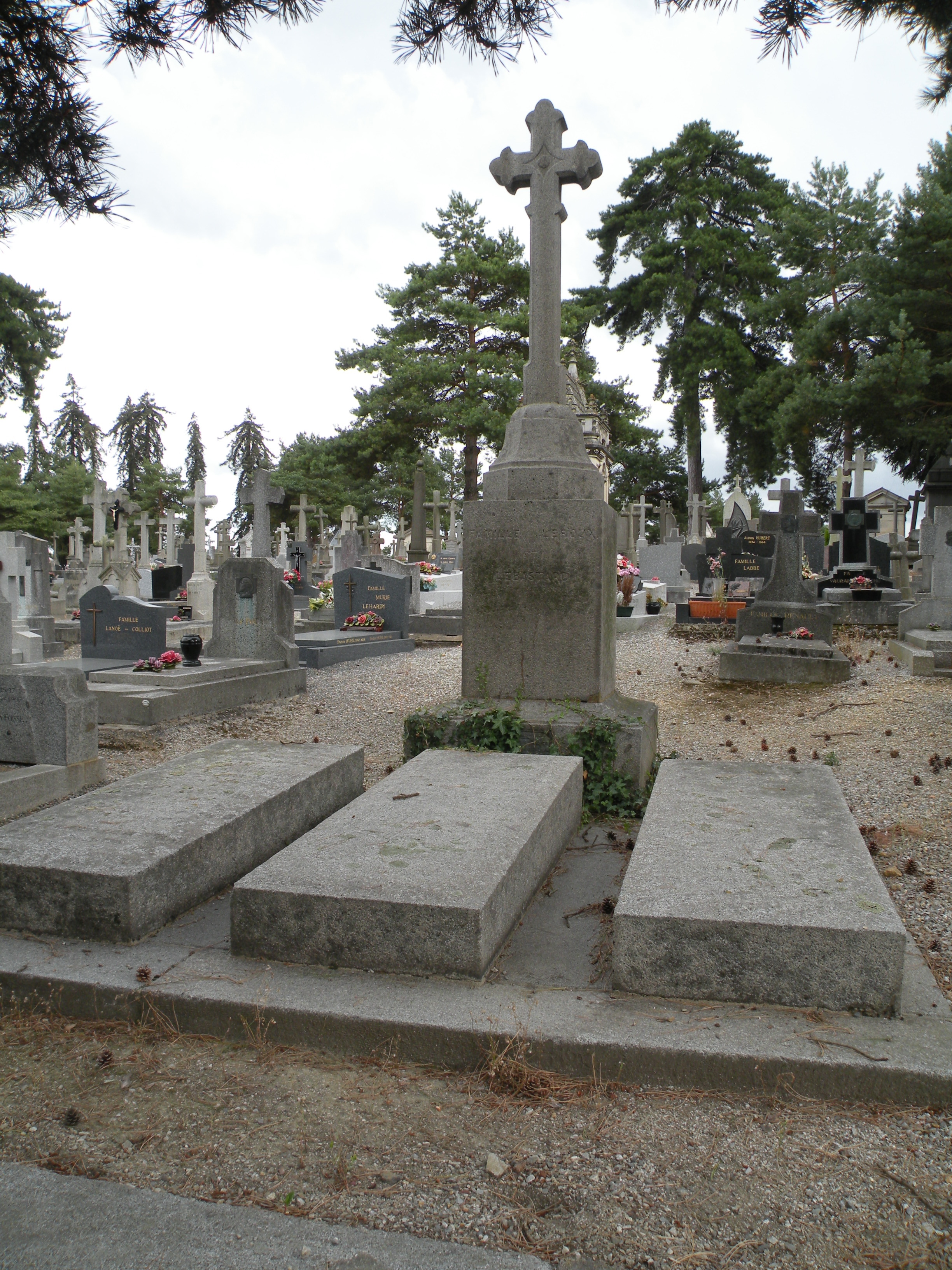
Tombe d’Edgar Le Bastard dans le Cimetière du Nord.

Edgar Le Bastard (ou Edgard, 21 janvier 1836, Tinchebray, Orne - 28 juin 1892, Rennes) est un tanneur industriel puis homme politique français. Il est maire de Rennes de 1880 à sa mort en 1892 et sénateur d’Ille-et-Vilaine de 1879 à 1888.

## Biographie
Originaire de Normandie, il arrive à Rennes pour suivre ses études secondaires puis des études supérieures en droit. Après avoir obtenu sa licence, il prend la direction d’une tannerie, située au 4 de la ruelle Saint-Martin et participe à son développement. Devenu un industriel important de la ville, il est élu président de la Chambre de Commerce.
Il entre en politique au moment de la chute du Second Empire en devenant membre de la commission municipale de Rennes en 1870. Républicain, il est élu maire en janvier 1871 mais est remplacé dès le mois de mai par Pierre Martin, nommé par Adolphe Thiers. Il redevient maire en 1880, dans une ville désormais largement acquise à la cause républicaine, et le reste jusqu’à sa mort le 28 juin 1892. Au cours de ses mandats, il a considérablement travaillé au développement de l’enseignement dans la ville, notamment l’université. Acquis à la filière équine à travers l'industrie du cuir et des maîtres tanneurs, il est à l'origine de la construction de l'hippodrome du parc des Gayeulles. Celui-ci remplaçait un champ de courses encore plus ancien, situé sur les landes de la Courrouze. 
Après avoir échoué lors des élections législatives de 1871, il est élu sénateur d’Ille-et-Vilaine le 5 janvier 1879. Il siège tout d’abord sur les bancs de la Gauche républicaine avant d’adhérer aux idées boulangistes. Il ne se représente pas lors des élections sénatoriales de 1888. Il est conseiller général d'Ille-et-Vilaine, pour le canton de Rennes-Nord-Est à partir du 4 novembre 1877. Ancien président de la chambre de commerce de Rennes, il est l’initiateur du Palais du commerce situé Place de la République et bâti de 1885 à 1929 par Jean-Baptiste Martenot puis Emmanuel Le Ray.

## Laïcité
Dans les années 1880 sont votées les premières lois laïques en France (Lois Jules Ferry). À Rennes, le décret du 29 mars 1880 puis le conseil du 10 août 1880 mettent la laïcité de l’éducation en application. L’école de la rue d’Échange est la première à être laïcisée en 1881.
Le Bastard est « républicain anticlérical mais pas antireligieux ».

## Hommages

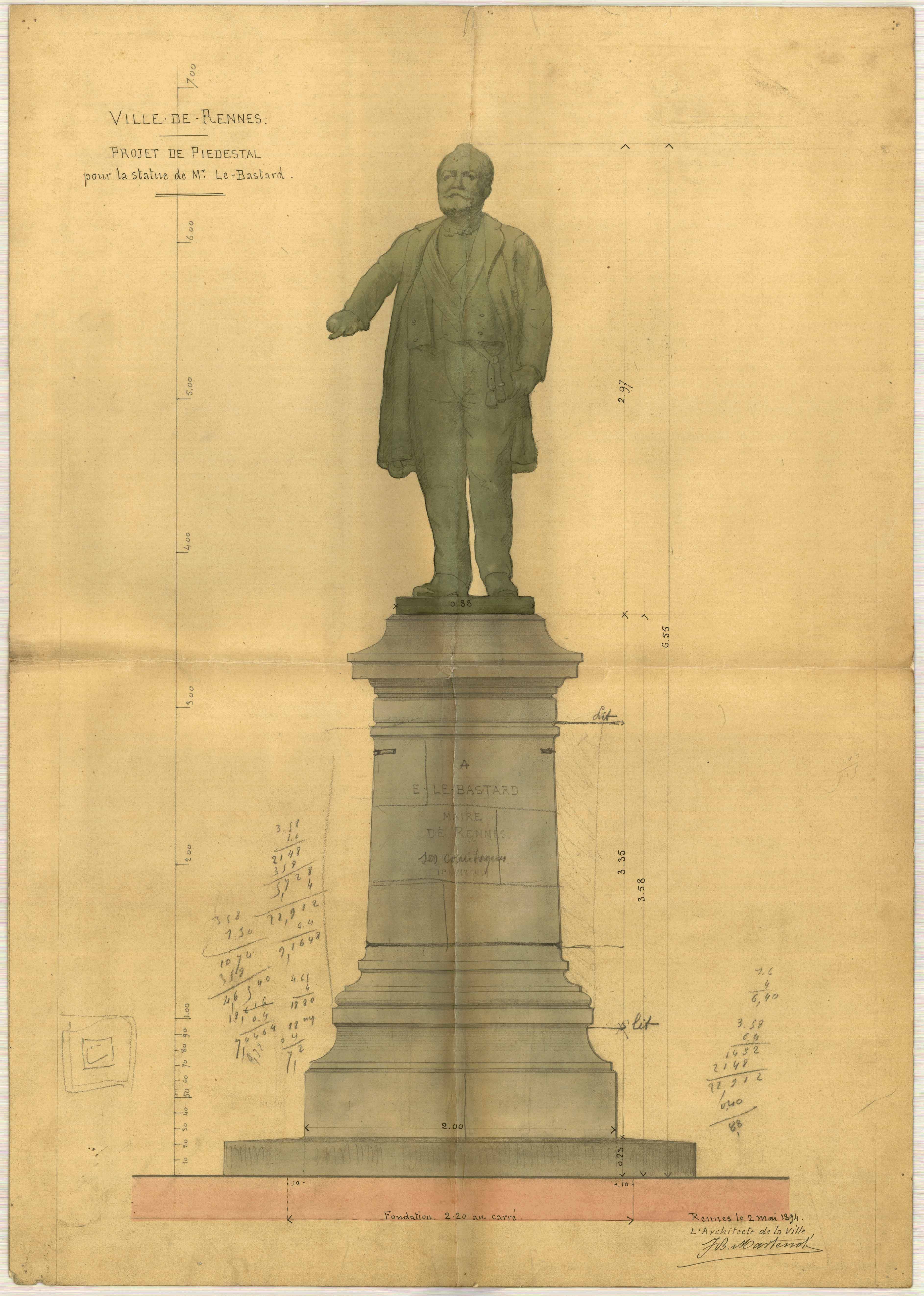
Projet de piédestal par Jean-Baptiste Martenot pour la statue d'Edgar Le Bastard

Une statue en bronze d’Emmanuel Dolivet fut inaugurée le 14 juillet 1895 sur la place de la République devant l’entrée du palais du Commerce dont il est à l’origine (encore en construction à l’époque). La statue fut ensuite déplacée au nord de la place Hoche en 1931 puis fondue par les Allemands sous l’Occupation.
La rue Le Bastard, précédemment rue aux Foulons, est une rue piétonne commerçante du centre-ville de Rennes située au nord de la place de la Mairie. Elle se situe dans le prolongement des rues de la Motte-Fablet (au nord) et d’Estrées (au sud), entre les rues Bertrand (au nord), La Fayette (au sud-ouest) et Nationale (au sud-est).

## Réalisations

### L'hippodrome du parc des Gayeulles
En lieu et place du parc des Gayeulles, un hippodrome faisait la plus grande joie des Rennais ou des Rennaises entre 1884 et 1978. Construit sous l’égide du maire Edgar Le Bastard, il remplaçait un champ de courses encore plus ancien, situé sur les landes de la Courrouze.
Dans les premiers temps, le lieu était quelque peu archaïque. Mais dès 1905, la société des courses décroche le droit d’édifier une tribune. Ce fut le début de réunions très suivies comme celle du mois d’avril 1933 où se pressaient le général Langlois, Oscar Leroux (adjoint au maire), Monsieur Perchais, vice-président de la chambre de commerce…
“C’était un spectacle magnifique”, écrivait le journaliste de l’Ouest-Eclair un brin lyrique. “Sous les ardents rayons du soleil les beaux « pur-sang » luisaient d’un poil superbe et les casaques soyeuses resplendissaient des tons les plus chatoyants. La foule allait et venait, admirant ces beaux coursiers, pleins de feu et piaffaient d’impatience. Puis ils couraient au guichet du mutuel pour appuyer la chance du favori ou du tocard.”